# Maetsma
Koordinaten: 59° 0′ N, 26° 55′ O
Maetsma ist ein estnisches Dorf (estnisch küla) in der Landgemeinde Avinurme (Avinurme vald). Es liegt im Kreis Ida-Viru (Ost-Wierland).

## Beschreibung und Geschichte
Das Dorf hat 63 Einwohner (Stand 2010). Südlich von Maetsma befindet sich das Moorgebiet Suursoo.
Maetsma wurde erstmals 1599 urkundlich erwähnt. Damals bestand der Ort aus zwei Bauernhöfen. 1624 gab es in dem Ort nur ein Gehöft, zum Ende des 17. Jahrhunderts fünf.